# Marky Ramone
Marky Ramone, nome artístico de Marc Steven Bell (Nova Iorque, 15 de julho de 1952), é um músico americano. Foi baterista da banda de punk rock Ramones, de maio de 1978 a fevereiro de 1983, e de agosto de 1987 a agosto de 1996. Também tocou em outras bandas notáveis, Dust, Estus, Richard Hell e The Voidoids and Misfits.
Em 2015, Marky lançou sua autobiografia Punk Rock Blitzkrieg: My Life as a Ramone.
Ele mora em Brooklyn Heights com sua esposa, Marion Flynn.

## Discografia

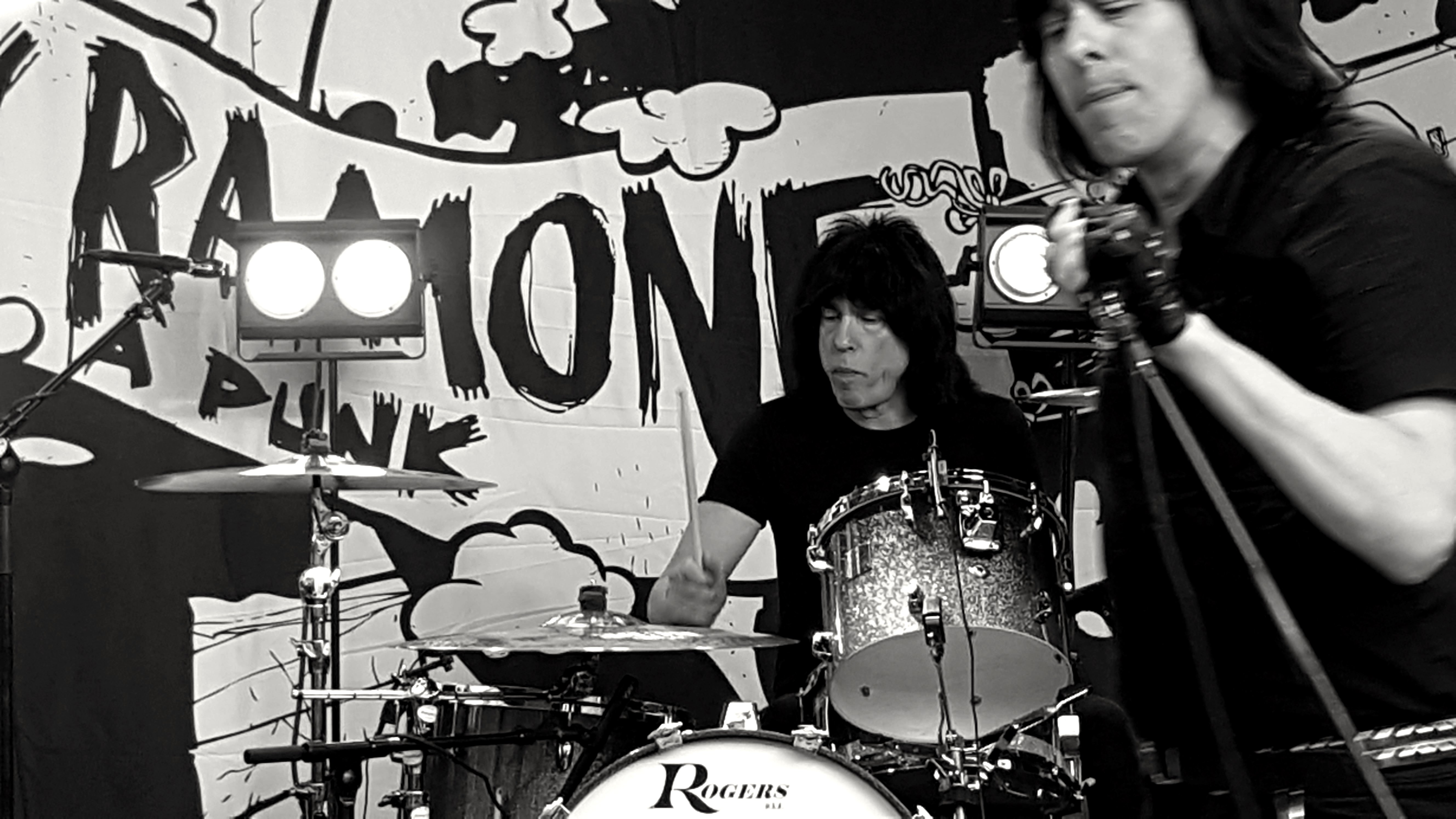
Ramone e Ken Stringfellow, 2016

A seguir está uma lista de álbuns e singles em que Marky Ramone tocou.
Com Dust:
- 1971 – Dust
- 1972 – Hard Attack

With Estus:
- 1973 – Estus

With The Voidoids:
- 1976 – "Another World" (single)
- 1977 – "Blank Generation" (single)
- 1977 – Blank Generation (álbum)

Com os Ramones:
- Álbums:
  - 1978 – Road to Ruin
  - 1979 – Rock 'n' Roll High School soundtrack
  - 1980 – End of the Century
  - 1981 – Pleasant Dreams
  - 1983 – Subterranean Jungle
  - 1988 – Ramones Mania (compilation)
  - 1989 – Brain Drain
  - 1991 – All the Stuff (And More!) Volume 2 (compilation)
  - 1991 – Loco Live [EU Version] (Live)
  - 1992 – Loco Live [US Version] (Live)
  - 1992 – Mondo Bizarro
  - 1993 – Acid Eaters
  - 1995 – ¡Adios Amigos!
  - 1996 – Greatest Hits Live (Live)
  - 1997 – We're Outta Here! (Live)
  - 1999 – Hey Ho! Let's Go: The Anthology (compilation)
  - 2002 – Loud, Fast Ramones: Their Toughest Hits (compilation)
  - 2005 – Weird Tales of the Ramones (compilation)
- Singles:
  - 1978 – "I Wanna Be Sedated"
  - 1978 – "Needles and Pins" (1978)
  - 1979 – "She's the One" (1979)
  - 1979 – "Rock 'n' Roll High School" (1979)
  - 1980 – "Baby, I Love You" (1980)
  - 1980 – "Do You Remember Rock 'n' Roll Radio?" (1980)
  - 1981 – "We Want the Airwaves" (1981)
  - 1981 – "She's a Sensation" (1981)
  - 1983 – "Psycho Therapy" (1983)
  - 1983 – "Time Has Come Today" (1983)
  - 1989 – "Pet Sematary" (1989)
  - 1989 – "I Believe in Miracles" (1989)
  - 1992 – "Poison Heart" (1992)
  - 1992 – "Strength to Endure" (1992)
  - 1993 – "Touring" (1993)
  - 1993 – "Journey to the Center of the Mind" (1993)
  - 1993 – "Substitute" (1993)
  - 1994 – "7 and 7 Is" (1994)
  - 1995 – "I Don't Want to Grow Up" (1995)
  - 1996 – "R.A.M.O.N.E.S." (1996)

Com Marky Ramone and the Intruders:
- 1994 – "Coward with the Gun" (single)
- 1996 – Marky Ramone & The Intruders
- 1999 – The Answer To Your Problems?[3]
- 2006 – Start of the Century (disco 1)

Com Dee Dee Ramone:
- 1989 – Standing in the Spotlight (álbum)
- 1997 – "I Am Seeing U.F.O's" (single)
- 1997 – Zonked/Ain't It Fun (álbum)[4]

Com The Ramainz:
- 1999 – Live in N.Y.C. (Ao Vivo)

Com Joey Ramone:
- 2001 – "Merry Christmas (I Don't Want to Fight Tonight)" (single)
- 2002 – "What a Wonderful World" (single)
- 2002 – Don't Worry (álbum)
- 2002 – Christmas Spirit... In My House (EP CD)
- 2001 – No If's, And's or But's (álbum)
- 2002 – Legends Bleed (álbum)[5]

Com Raimundos:
- 2001 - Éramos Quatro - (Faixas 8 e 13: "I Don't Care" e "Blitzkrieg Bop")

Com Tequila Baby:
- 2002 - Punk Rock Até Os Ossos - (Participação especial na musica: Seja Com O Sol, Seja Com A Lua)
- 2006 - Marky Ramone & Tequila Baby (também lançado em DVD)

Com Misfits:
- 2003 - Project 1950

Com Osaka Popstar:
- 2006-Osaka Popstar and the American Legends of Punk

Solo:
- 2006 – Start of the Century (disc two, live performances)

Com  Cherie Currie:
- 2007– Cherry Bomb

Com Teenage Head:
- 2008 – Teenage Head with Marky Ramone

Com Bluesman:
- 2008 – "Stop Thinking" (single)

Com Marky Ramone's Blitzkrieg:
- 2010 – "When We Were Angels" (single)
- 2011 – "If and When" (single)

## Filmografia
- 1979 – Rock 'n' Roll High School (Ele mesmo)
- 1980 – Blank Generation (Membro do Voidoids)
- 1993 – Ramones – Around the World (Ele mesmo, diretor, produtor)
- 1994 – Space Ghost Coast to Coast (Ele mesmo)
- 1997 – We're Outta Here! (Ele mesmo)
- 2002 – The Brooklyn Boys (Tommy)
- 2003 – End of the Century: The Story of the Ramones (Ele mesmo)
- 2004 – Ramones: Raw (Ele mesmo)
- 2010 – Lemmy (Ele mesmo)
- 2017 – Uncle Grandpa Voice Role (Ele mesmo)

## Vídeo de música
Marky Ramone produziu, com o Callicore Studio, dois vídeos animados, ilustrando duas canções dos álbuns Marky Ramone e The Intruders.
2015 - "I Wanna Win The Lottery"
2016 - "I Want My Beer"